# Taňurer
Tanjurer (rusky Танюрер) je řeka v Čukotském autonomním okruhu v Rusku. Je 482 km dlouhá. Povodí má rozlohu 18 500 km².

## Průběh toku
Pramení v horském hřbetě Pekulnej a na horním toku má charakter horské řeky. Na dolním toku teče převážně Anadyrskou nížinou a rozvětvuje se na mnohé průtoky. V jejím povodí se nachází mnoho mělkých jezer, díky čemuž dosahuje jezernatosti 2,5 %. Ústí zleva do Anadyru.

## Vodní stav
Zdrojem vody jsou sněhové a dešťové srážky. Zamrzá v listopadu a rozmrzá na konci května až na začátku června.

## Využití
Na dolním toku je možná vodní doprava.